# 厚叶双盖蕨
厚叶双盖蕨（学名：Diplazium crassiusculum）为蹄盖蕨科双盖蕨属下的一个种。

## 扩展阅读
- 維基物種上的相關：厚叶双盖蕨